# Tatort: Jagdzeit
Jagdzeit ist ein Fernsehfilm aus der Krimireihe Tatort. Der von der Bavaria Fernsehproduktion GmbH für Telepool und den Bayerischen Rundfunk produzierte Beitrag wurde am 10. April 2011 erstgesendet.
Batic und Leitmayr ermitteln in einem Mordfall, bei dessen Aufklärung sie sich sozialkritisch mit dem Gefälle zwischen Arm und Reich auseinandersetzen müssen.

## Handlung
Gerd Zach, bis vor kurzem stellvertretender Personalchef des Lebensmittelherstellers Konserven-Koller, wird auf dem Weg zur Jagd an einer Tankstelle mit seinem eigenen Gewehr erschossen. Selbstmord kann ausgeschlossen werden, weil es kein Schuss aus nächster Nähe war.
Zeugin des Mordes wird die 13-jährige Vanessa „Nessi“ Bürger, die mit ihrer depressiven, alkoholkranken Mutter zusammenlebt. Batic und Leitmayr gelingt es zunächst nicht, das verstörte Kind zu einer Aussage zu bringen. So wird sie sicherheitshalber als Zeugin rund um die Uhr beschützt. Mit viel Einfühlungsvermögen gewinnt Leitmayr das Vertrauen des Mädchens, das in einer Welt der Armut, Einschüchterung und Gewalt aufwächst.
Batic und Leitmayr informieren Frau Zach vom Tod ihres Mannes. Anschließend fahren sie zu Konserven-Koller, können jedoch von der Geschäftsleitung niemand antreffen, da alle auf der Drückjagd sind, zu der auch Gerd Zach auf dem Weg gewesen ist.
Die Ermittler befragen Rudolf Kandler, der Zach vor einiger Zeit bedroht und tätlich angegriffen hat. Von ihm erfahren sie, dass Zach Hauptinitiator der Wohltätigkeitseinrichtung „Kana“ war, die Bedürftige mit Lebensmitteln versorgte. Er selbst musste sich, nachdem er gekündigt wurde, dort versorgen. Bei der Durchsuchung des „Kana“-Lagers stellen Polizeibeamte einen Ordner sicher, in dem sich eine verdächtige Liste befindet. Es sieht so aus, als ob Zach von den Hartz-IV-Empfängern Geld in Verwahrung genommen hatte, um es für sie vor dem Zugriff der Ämter zu sichern. Jetzt selbst in eine finanzielle Notlage geraten, könnte Zach das Geld möglicherweise unterschlagen haben. Somit sind alle Personen, von denen Zach Geld bekommen hatte, potenzielle Verdächtige. Die größte Summe hatte er von Rudolf Kandler erhalten. Nachdem ihm auch noch das Phantombild ähnelt, das mit Nessis Hilfe angefertigt worden ist, wird er festgenommen. Den Ermittlern kommen jedoch Zweifel an Kandlers Schuld, da Nessi ein Problem mit ihm hatte und ihn möglicherweise bewusst belasten wollte.
Xaver Heintel, ein freier Fotograf, gerät in Verdacht. Er hat Zach aus alter Dankbarkeit bei „Kana“ geholfen, jedoch vor kurzem seine Tätigkeit dort eingestellt. Auch kümmert er sich auffallend besorgt um die Bürgers, indem er ihnen Geschenke macht und sich sehr oft nach Nessi erkundigt. Die Ermittler durchsuchen Heintels Wohnung und entdecken ein recht intimes Foto von Frau Zach. Sie stellen fest, dass sie seine Geliebte war. Während Batic und Leitmayr nach Heintel suchen, erscheint dieser bei Nessis Mutter und wird bei seiner Fragerei nach Nessi sehr aufdringlich. Aus Angst, dass er ihrer Tochter was antun könnte, ersticht Frau Bürger ihn im Affekt mit einer Schere.
Nachdem Nessi keine Angst mehr vor Heintel haben muss, bestätigt sie ihn endlich als den Mörder von Zach. Den Ermittlern gelingt es zum Schluss auch noch, die Mittäterschaft von Frau Zach zu beweisen, und verhaften sie. Sie hat den Mord in Auftrag gegeben, um über die Lebensversicherung ihres Mannes ihren finanziellen Ruin zu verhindern.

## Hintergrund
Jagdzeit wurde unter dem Arbeitstitel „Nur ein Mädchen“ in München und Umgebung gedreht. Es ist der letzte Tatort, den die im Dezember 2010 verstorbene Redakteurin Silvia Koller betreute und in dem sie auch mitspielte. Koller (eigentlich nur ihre Hand) erscheint kurz als kettenrauchende Seniorchefin der Konservenfabrik.

## Rezeption

### Einschaltquoten
Die Erstausstrahlung am 10. April 2011 wurde in Deutschland insgesamt von 8,90 Millionen Zuschauern gesehen und erreichte einen Marktanteil von 25,2 Prozent für Das Erste; in der Gruppe der 14- bis 49-jährigen Zuschauer konnten 2,70 Millionen Zuschauer und ein Marktanteil von 18,5 % erreicht werden.

### Kritiken
„‚Jagdzeit‘ ist eine gelungene Reminiszenz an den sozialkritischen ‚Tatort‘ alter Schule. Weitgehend wohl dosierte Mischung aus launigen Kommissaren und ‚schwerem‘ Thema. Knappe Dialoge, nicht die üblichen Fernsehnasen und liebevolles Gedenken an Redakteurin Silvia Koller“, fasste Rainer Tittelbach auf tittelbach.tv zusammen.
„Was zum billigen Kontrastprogramm zwischen Arm und Reich hätte geraten können, wird in ‚Jagdzeit‘ […] zum doppeldeutigen, wenn auch riskanten und nicht immer ganz stilsicheren Spiel mit den kulturellen Zuordnungen“ befand Spiegel Online. Zwar schwanke der Film gelegentlich zwischen „Elendsreportage und Sozialgroteske“ und zeichne einige Figuren sehr klischeehaft, doch sei unverkennbar, dass „das Herz der Macher dann doch für die Entrechteten schlägt“.